# Stanislav Neveselý
Stanislav Neveselý (17. května 1936 Břilice – 24. července 2023) byl český hokejista a trenér. V roce 2008 byl uveden do Síně slávy českého hokeje.
V letech 1959–64 nastupoval za Spartu Praha a následně za Duklu Jihlava, kde v roce 1967 ukončil aktivní kariéru. Od roku 1965 byl mladším trenérem Dukly Jihlava. Společně s Jaroslavem Pitnerem dovedli Jihlavu osmkrát k titulu mistrů republiky (1967–1972, a 1974). Další tři tituly (1983–1985) získal již s pomocí Jaroslava Holíka, jako starší trenér.
V letech 1973–79 trenér reprezentačního B-mužstva ČSSR. Od roku 1979 přešel k A-mužstvu, kde plnil funkci pomocného trenéra. V roce 1985 československá reprezentace získala na pražském turnaji zlaté medaile. U reprezentace však skončil až do roku 1988, kdy se opět vrátil funkci pomocného trenéra. Od roku 1990 plnil jeden rok funkci hlavního trenéra. Poté reprezentaci opět opustil. Poslední funkci u reprezentace zastával v letech 1993–94, kdy byl pomocným trenérem Ivanu Hlinkovi.
Vystudoval univerzitu třetího věku, absolvoval s prací na téma sta let hokeje v Česku. Jeho synem je bývalý hokejista Marek Neveselý. 